# Ahmad Suradji
Ahmad Suradji (10. ledna 1949 – 10. července 2008), také známý jako „Dukun AS“ , „Nasib Kelewang“ nebo „Datuk Maringgi“, byl indonéský sériový vrah, který mezi lety 1986 a 1997 zavraždil nejméně 42 žen a dívek a byl za to popraven. Je stále považovaný za nejhoršího sériového vraha Indonésie.

## Vraždy
Ahmad Suradji byl farmář a populární léčitel, který žil se svými třemi manželkami na okraji Medanu. Protože přibývalo pohřešovaných osob v jeho péči, začala policie 2. května 1997 prohledávat jeho pozemek. V blízkém třtinovém poli bylo nakonec objeveno tělo, což vedlo k jeho zatčení. Celkem bylo kolem domu nalezeno 42 ženských těl ve věku 11 až 30 let, které zabil v průběhu jedenácti let. Mnoho z obětí byly prostitutky.

### Soud
U soudu svědčil, že jeho zesnulý otec mu ve snu nařídil zabít 70 žen a pít jejich sliny. Přiznal se, že vodil ženy po svých plantážích třtiny a jako údajnou součást rituálu je zahraboval do půl těla v zemi, načež je bezbranné škrtil elektrickým kabelem. Těla svlékal, pil jejich sliny a pohřbíval je tak, aby jejich hlavy mířily k jeho domu, protože mu to „dobíjelo energii“.

### Rozsudek
Suradji byl 27. dubna 1998 za 42 vražd odsouzen k trestu smrti a v úterý 10. července 2008 popraven zastřelením. Jedna z jeho manželek byla odsouzena k životu ve vězení jako spolupachatel.